# Куер'ял
Куер'я́л (рос. Куэръял, марій. Куэръял) — присілок у складі Моркинського району Марій Ел, Росія. Входить до складу Моркинського міського поселення.

## Населення
Населення — 104 особи (2010; 116 у 2002).
Національний склад (станом на 2002 рік):
- марійці — 93 %